# Bornholt
Bornholt là một đô thị thuộc quận Rendsburg-Eckernförde, bang Schleswig-Holstein.